# HMS Pingvinen (A248)
HMS Pingvinen (A248) var ett torped- och robotbärgningsfartyg i svenska flottan.

## Historia
Den 26 september 1973 döpte konteramiral Gunnar Grandin, som chef för försvarets materielverks huvudavdelning för marinmateriel, marinens nya tored- och robotbärgare Pingvinen som då sjösattes vid Lunde varv utanför Kramfors.
Fartyget är sålt till ett privat företag. Det ligger sedan en tid tillbaka förtöjd vid Liljeholmskajen. Fartyget hade två systerfartyg: HMS Hägern (såld) och HMS Pelikanen som finns kvar i Flottan. När det bärgades mest övningstorpeder kunde varje bärgare bärga mellan 200 och 300 torpeder per år.